# Indijanci u Chicagu (Meštrović)
Indijanci u Chicagu (Strijelac i Kopljanik) su dvije brončane konjičke skulpture koje stoje na trgu Congress Plaza na zapadnome ulazu u veliki Grant Park u Chicagu, SAD. Skulpture je u Zagrebu izradio hrvatski kipar Ivan Meštrović, a u Chicagu su postavljene 1928. godine. Izradu skulptura financirala je zaklada Benjamina Fergusona. Visoke su oko pet metara, a s podestom sežu gotovo jedanaest metara uvis.
„Meštrovićeve najbolje monumentalne skulpture su njegovi Indijanci u Chicagu; oni nisu previše očito stilizirani: mišići konjanika su gotovo anatomski realni. (...) Ovi kipovi prikazuju koliko su važniji pravi skulpturalni osjećaji od ideologije, a Meštrović jedva da je znao nešto o idealima američkih Indijanaca.” Premda je prvotno htio postaviti po jednu skulpturu kauboja i Indijanca, odlučio se za američke starosjedioce kako bi očuvao uspomenu na indijanska plemena koja su nekoć obitavala u prerijama Illinoisa. Neobičnost kod ovih skulptura je u tome da likovima nedostaje oružje. Izostanak oružja namjeran je jer je umjetnik smatrao kako ih je bolje ostaviti mašti dok se pozornost usmjerava na snažne linije muskulature ljudi i životinja, te linearne uzorke konjskih griva, repa i perjanica na glavama figura. Premda su konji bili više nalik onima iz njegova rodnog kraja nego konjima američkih ratnika iz prerije, Meštrović je njima htio i uspio pokazati životnost Chicaga.